# Sartana nella valle degli avvoltoi
Sartana nella valle degli avvoltoi è un film del genere western all'italiana del 1970, diretto da Roberto Mauri.

Come era pratica di quegli anni, nella trama di questo film fu inserito il personaggio di Sartana seppure non faccia parte della serie "canonica" dei film.

## Trama
Lee Calloway detto Sartana aiuta alcuni banditi a evadere di prigione, pregustando una ricompensa d'oro che però non arriva mai.